# دورة فرنسا المفتوحة 2004
قائمة بطولات دورة رولان غاروس لعام 2004:

## الكبار

### فردي رجال
غاستون غواديو هزم  غوالرمو موريا, النتيجة:0-6, 3-6, 6-4, 6-1, 8-6

### فردي سيدات
أنستازيا مسكينا هزمت  إيلينا ديمنتايفا, النتيجة:6-1, 6-2

### زوجي رجال
كزافير ماليسي و أوليفر روخوس هزما  ميشيل لاودرا و فابريس سانتورو, النتيجة:7-5, 7-5

### زوجي سيدات
فيرجينيا روالو باسكال و باولو سواريز هزمتا  سفيتلانا كوزينتوفا و إيلنا لوكتسيفا, النتيجة:6-0, 6-3

### زوجي مختلط
تاتيانا غولفين و ريشارد جاسكيه هزما  كارا بلاك و واين بلاك, النتيجة:6-3, 6-4

## الشباب

### فردي أولاد
جايل مونفيس هزم  أليكس كوزنيتسوف, النتيجة:6-2, 6-2

### زوجي بنات
سيسيل كاراتشانتيفا هزمت  مادلينا جونغيا, النتيجة:6-4, 6-0

### زوجي أولاد
بابلو أندوجار و مارسيل بلانوريس بول هزما  أليكس كوزنتسوفا و ميهيل زافيريف, النتيجة:6-3, 6-2

### زوجي بنات
كاترينا بوهوموفا و مايكائيلا كرجايكك هزمتا  أيرينا كوثكينا و ياروسلافا شافيدوفا, النتيجة:6-3, 6-2